# Ganzenbühl

Karte des Quartiers

Ganzenbühl ist ein Quartier der Stadt Winterthur im Schweizer Kanton Zürich, das zum Stadtkreis 3 (Seen) gehört.

## Geografie
Das Quartier bildet den südwestlichen Teil Seens. Der Südteil des Quartier befindet sich Richtung Seemer Buck an leichter, gegen den Eschenberg hin teilweise an starker Hanglage.
Nordwestlich liegt grenzt Ganzenbühl an Waldegg, die Quartiergrenze verläuft hierbei entlang des Steinackerwegs, Hermannstrasse und der Bühlackerstrasse. Nordöstlich liegt das zentral gelegene Quartier Büelwiesen, die Grenzen zu diesem verlaufen hierbei entlang der Tösstal- und Oberseenerstrasse sowie ein kurzes Stück entlang des Mattenbachs. Im Südosten bildet die Tösstalbahn die Grenzlinie zum Quartiergebiet der Aussenwacht Gotzenwil, im Süden grenzt Ganzenbühl auf dem Nübrechten (Teil des Eschenbergs) an die Aussenwacht Sennhof und ebenfalls auf dem Gebiet des Eschenbergs verläuft die Quartiergrenze zum Quartier Deutweg (Stadtkreis Mattenbach).

## Bildung
Im Quartiergebiet selbst gibt es keine Bildungseinrichtungen. Im nördlichen Teil des Quartiers ist der Kindergarten Waldegg naheliegend, das dem nördlicher gelegenen Primarschulhaus Steinacker angeschlossen ist. Die Sekundarschule besuchen die Schüler im ebenfalls naheliegenden Schulhaus Büelwiesen.

## Bevölkerung
Die Bevölkerungsstruktur des Quartiers bewegt sich in Bezug auf die Altersstruktur sowie auch beim Anteil der im mit 27 % im städtischen Durchschnitt, der 31 % beträgt.

## Geschichte

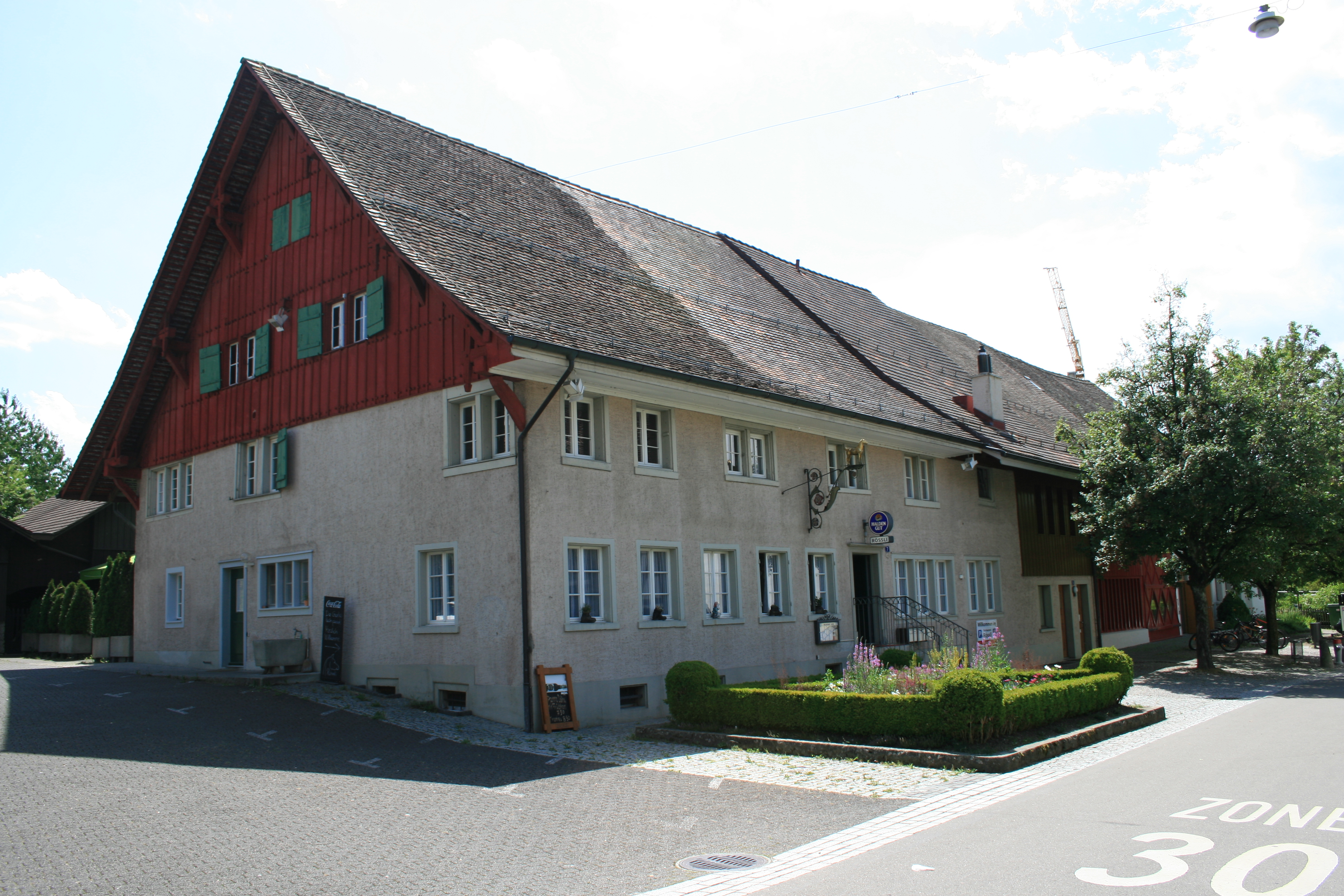
Der Gasthof Rössli, das frühere Untervogthaus

Der nördliche Teil des Quartiers, beginnend mit der ehemals am Südrand des Dorfes Seens stehenden Kirche Seen, gehört zum ehemaligen Kern des Dorfes Seen. So datiert der Kernbau des ehemaligen Untervogthauses (heute Gasthof Rössli) an der Rössligasse zurück auf das Jahr 1537. Jedoch sind auch in der Region viele Bauten neueren Datums.
Auf dem Gebiet der heute noch benutzten Kiesgrube Ganzenbühl wurde im Jahr 1838 erstmals Kies abgebaut; das Kies wurde damals noch zur Kiesung der Strassen gebraucht. Neben der Kiesgrube existierte während knapp hundert Jahren, von 1902 bis 2001 die Schiessanlage Ganzenbühl. Seit der Schliessung der Anlage aus Lärmschutzgründen müssen die Seemer Schützen auf die Schiessanlage Ohrbühl ausweichen.

## Verkehrsanbindung
Das Quartier wird im Nordteil durch die Trolleybuslinie 2 (Wülflingen–HB–Seen) mit den Haltestellen «Hinterdorf Seen» und «Schulhaus Seen» sowie im südlichen Teil durch die Buslinie 9 (Seen–Klösterli Iberg–Eidberg) mit der Haltestelle «Schützenbühl» bedient.